# البیداع، هدهرامات
ال-بیداع، هدهرامات یک منطقهٔ مسکونی در یمن است که در استان حضرموت واقع شده‌است.